# 东京 7th Sisters
《Tokyo 7th Sisters》为Donuts株式会社所开发的一款偶像培养及冒险游戏。

## 游戏系统

### 主要行动点数
主要行动点数分为SP和CP，SP主要用于星探系统，CP主要用于节奏演奏和卡片对战系统。其上限通过玩家等级和好友数的提升获得相应的点数用于分配提升。

### 游戏系统部分
星探系统
通过消耗SP来行动，在游戏中有一定的区域可以探索，每次探索会获得少量经验和游戏金钱。在探索中能获得特殊道具、恢复行动点道具、卡片偶像。同时本系统为游戏的剧情系统，能推进游戏剧情获得777事务所主要剧情人员的角色卡片。每完成一个区域的全部章节探寻就能打开下一个探索区域。
星探系统还有收集一组道具碎片的功能，如果满三个并有两个相同的话可以进去则进入特殊模式可以限定时间内尽可能多收集其他消耗道具。
歌曲演奏系统
游戏提供一定量的歌曲用于节奏表演，每首曲一般提供五个难度级别并且只消耗固定的CP值，与应战组合CP值总和无关。为左右双拍击操作，节拍符号从左右半圆下落，按击左右击拍器击中符号获得评价，评价类型分为Perfect，Great，Good，Bad和Miss，获取Perfect和Great可以获得连击次数，打断则重置，Bad和Miss会扣去生命值。只要在生命值没扣完前完成演奏则胜利，可获得好友友情点、玩家等级经验、游戏金钱、卡片角色的亲密值和角色卡片。每首曲有若干成就可以达成。随着玩家等级上升可以获得更多歌曲用于演奏。卡片角色亲密值满后可以获得该卡片特别奖赏，卡片超过G等级还包括特有CG片段。
卡片对战系统
卡片对战系统可以出现在多个场景中，胜利可以获得经验和金钱，部分会获得道具奖励：
- 出现在星探系统中，当完成每个章节就会发生一次卡片对战，不会消耗CP。
- 在星探系统完成第二章后，每完成一个地区后会出现一个传奇Boss的NPC，消耗应战组合的CP总和。
- 在特殊道具收集中，可以发生来抢夺其他用户的相应道具，消耗应战组合的CP总和。

特殊道具收集
特殊道具可以在星探系统获得，凑齐可以获得特定角色卡片奖励。也可以通过卡片对战抢夺其他用户相应道具。星探系统是无法收集齐全部道具，所以必须通过对战来获得没收集到的道具。
卡片扭蛋获得
卡片获得可以通过抽取获得，包括三种——通过友情点，通过特别抽取卷或现实货币兑换币、通过凑齐特殊抽取卷——获得。前两种支持连抽。通过友情点的每天有一次免费抽取，并在日本时间12:00～14:00增加一次免费抽取。

### 卡片偶像系统
练习、觉醒
每张卡片角色可以通过消耗其他空闲的卡片角色练习来提升属性值，两张相同的卡片可以合成觉醒，属性值和卡片等级上限都会因此提升。另外觉醒后可以消耗类型提升道具来提升除其卡片主类型外的其他类型的能力，BS能强化自己本类型和另一个类型，SS为两个其他类型，GS和PS为一个其他类型和本类型的隐藏级别类型。
属性
每张卡片有三个属性值：ATK，HP，CP。ATK和HP都对卡片对战和歌曲演奏有影响（分别对应相应的攻击值、得分值和生命值），CP只影响卡片对战的CP消耗值。卡片有若干组技能，能在普通歌曲演奏时非队长位置和队长位置、卡片对战时非队长位置和队长位置时发动。
级别
分为B（Bronze，青铜级）、S（Silver，白银级）、G（Gold，黄金级）、P（Platinum，白金级）和 BD（Birthday, 生日级），每级都有觉醒级别，为原有级别名加S（BS、SS、GS、PS、BDS）。觉醒是通过两张相同的卡进行特训获得。级别越高，初始属性值越高，但更难获得。
类型
分为五种，vocalist（代表色为红色）、variety idol（代表色为紫色）、model（代表色为绿色）、player（代表色为黄色）、dancer（代表色为蓝色），每个类型还有一个隐藏进阶级别，同时存在没类型的角色卡片。在卡片对战系统中，类型存在「剪刀、石头、布」的克制关系。在歌曲演奏系统中，每首曲也有自己的类型对应，尽可能使用与角色类型匹配的组合能获得更好的分数。
组合
游戏提供五个进攻组合和一个防御组合（防御组合用于卡片对战系统），每个组合可以最多组三个小队、每小队最多三人并其中是一名队长角色，每个组合必须存在第一小队队长，每个组合的角色CP总和不能超过玩家的CP总上限。

## 剧情概述
本作品设定时间为2034年，自从最后一个国民级偶像组合“7TH SISTERS”在最后一次公演后宣布解散，人们认为再也没有真正的偶像出现，出现了偶像活动的冰河时期，所有偶像事务所都了无生气。在两年之后，玩家作为一名年轻人被安排出任「777」次世代偶像剧场型工作室的第二代经理，而且一位奇怪美女经纪人出现协助玩家其寻找、招募和培训新的少女偶像。游戏以围绕培养新偶像、和同时出现的新偶像组合竞争，了解“7TH SISTERS”解散原因而展开。

## 登场角色
现阶段游戏收录了67名可招募的偶像卡片角色。

### 777事务所
前国民偶像组合「7TH SISTERS」所属事务所，现剧情中在玩家的操作重新复兴中。
事务所现有一个全体组合「777☆SISTERS」为全体主要偶像成员组成，另有主要偶像成员分组组合成6个小组合。
- 「WITCH NUMBER 4」：春日部春、角森萝娜、野原姬、芹泽桃香
- 「SiSH」：臼田堇、神城翠、久远寺静香
- 「NI+CORA」：天堂寺结、亚历山大·苏斯
- ：晴海䲠、晴海鳅、晴海真珠
- 「はる☆じか(ちいさな)」：春日部春、晴海鰍
- 「SU♡SUTA(きゅうとな)」：亞歷山大·蘇斯、臼田堇

另有4個由次要成员组成的小组合。
- 「Le☆S☆Ca」：上杉·威帕斯·京子、西园穗乃香、荒木礼奈
- 「The QUEEN of PURPLE」：越前紫(Vo.)、瀨戶費爾布(Ba.)、堺屋夢乃(Gt.)、三森祭(Dr.)
- 「Ci+LUS」：玉坂真琴、折笠步
- 「CASQUETTE'S」：川澄詩沙羅、淺見美和子、鳳茶茶、二川美美

#### 工作人员
第二代经理
玩家本身，怀着梦想投身到前国民偶像组合所在的777事务所工作，但是由于处于偶像冰河时期而叹息事务所空无一人，被第一代经理强行安排了接任新任经理。之后在六咲可妮的协助下，寻找新偶像并复兴777的偶像组合。十分崇拜七咲妮可尔，在剧情中曾多次被人发现可妮就是妮可尔，但最终被可妮糊弄过去而没发现到。
六咲可妮（配音：水瀨祈）
19岁，7月7日出生。由第一代经理介绍给第二代经理的女经纪人，总是保持十分高涨的情绪，善于招募和训练新人偶像，也和新人偶像十分了得来而被新人偶像们所信任。
根据剧情推进，实际其真实身份就是前「7TH SISTERS」领队七咲妮可尔，不过玩家只是觉得相像而没察觉到。
第一代经理（配音：藤原啟治）
777事务所前经理，强行将自己的职务交给玩家后离开。

#### 主要偶像
下面顺序为剧情系统招入偶像顺序（也就是故事中第一次招入事务所的顺序）。
春日部春（配音：篠田南）
16岁，4月16日出生。十分擅长唱歌并且很有活力的女孩，喜欢打扫并经常打扫事务所。曾经有几次参加偶像招募失败而有心理阴影，最初来777事务所只是为了应聘保洁员，最后被玩家和可妮开导下接受了成了事务所旗下偶像。作为整个偶像团队的精神领导而经常鼓励事务所的偶像成员。
天堂寺结（配音：高田忧希）
16岁，7月13日出生。就读于圣科西嘉岛贵族女子学校（聖コルシカ学園）并担任学校学生会长。美貌与智慧并重的女生。看上去十分完美的外表，实际上十分操心别人。在与春和萝娜相处后逐渐恢复原本的气质。
角森萝娜（配音：加隈亞衣）
16岁，5月20日出生。在「viva甜甜圈（ビバドーナツ）」里兼职的16岁少女。性格内向，比较爱哭，经常会因为自己的懦弱与不足而心情低落。因7TH SISTERS的歌曲而受到鼓舞，并且成为了7TH SISTERS的粉丝，尤其十分崇拜妮可尔，并希望成为她们的接班人。在可妮等人偶然在商业中心看到其并看中其作为偶像的特质，最后在多次劝导下成为旗下偶像。曾经认出可妮就是妮可尔，不过被可妮糊弄过去而没被玩家发现。
野野原姬（配音：中島唯）
16岁，8月8日出生。在市中心老店「野原豆腐店（野ノ原豆腐店）」的看板娘。家里有父亲、妹妹和弟弟，母亲早逝，继承了母亲的金发蓝眼外貌。身材纤细，外表上看起来是非常可爱的。不过她自己却没多少自觉，认为自己并不可爱，性格偏男孩子气。第一人稱為「オレ」。
芹泽桃香（配音：井澤詩織）
15岁，1月1日出生。在一片娇惯之下成长起来的懒散而又任性的高中1年生，但十分喜欢去游戏中心、看动画、和吃零食，一说起动画就会兴致勃勃地聊个不停。起初被可妮相中但为了能回家看动画而拒绝成为偶像，之后在多次激将后最终接受成为偶像的工作。有的口癖。
臼田堇（配音：清水彩香）
17岁，9月8日出生。在一般的家庭中成长起来，喜爱潮流打扮的17岁少女。和外表与语气不一样，但实际上是个善良而又擅长料理的女孩。曾经考虑是否生活过得太碌碌无为，而刚好被玩家发现，最终经过多次劝说后接受成为偶像的请求。
神城翠（配音：道井悠）
16岁，2月22日出生。随处可见的爽朗型少女，喜欢游泳，但实际上有男性过敏症，被男生触摸到会打飞对方，因此周围男生都不敢接近她。是被野原姬和天堂寺结所发现。和同样爽朗的野原姬十分谈得来，以成为「王子」一样气质的偶像为目标。
久远寺静香（配音：今井麻夏）
17岁，7月20日出生。是世界首屈一指的资产家名门「久远寺」家的么女，和同为名门的御园尾玛娜相识。是个文武双全的才女，但也是一个不懂世事的深闺大小姐，经常说一些难以理解的冷笑话。起初十分憧憬曾经是偶像的玛娜而想成为偶像，但由于家教甚严而被家人阻止，最后偶像们最终用行动说服了静香的爷爷，让其成为偶像。
从剧情推定，御园尾玛娜仍保持与久远寺家的联系。
亚历山大·苏斯（配音：大西沙織）
14岁，10月17日出生。海外来的金发美女，容姿端丽，拥有与年龄不相符的模特身材，日文十分流利，但也时常说出一些英文。会想念家乡而悄悄落泪。业余爱好有芭蕾舞和收集香水。
晴海䲠（配音：中村樱）
19岁，4月1日出生。老鱼铺「魚晴（魚晴）」的看板娘，家里的大女。如果不说话，看上去好像一个标致的美女，但实际上相当懒惰，经常依靠妹妹，不过还是让人觉得十分可靠。
晴海鳅（配音：高井舞香）
14岁，2月14日出生。老鱼铺「魚晴（魚晴）」的看板娘，家里的二女。自认为是有精神、有礼貌、善于帮助别人的女孩，但其实是个冒失鬼。喜欢甜食但不喜欢食鱼。
晴海真珠（配音：桑原由气）
10岁，8月28日出生，老鱼铺「魚晴（魚晴）」的看板娘，家里的三女。态度和语气也像一个成年人一般，看上去外表看起来不相称冷静的现实主义者。但实际上本人也想像普通的小学生那样直率的行动，只是讲求实际的习惯而是其不能坦率地表现自我，本人也比较在意这点。

#### 其他可招募角色
| 日文名 | 中文名            | 配音演员            | 年龄 | 生日     | 简介 |
| ------ | ----------------- | ------------------- | ---- | -------- | --- |
|        | 上杉·威帕斯·京子  | 吉井彩实→井上穗乃花 | 16岁 | 8月14日  | 看上去不像日本人而像混血儿的少女，对自己的身材相当自信，但是当别人看住时会感到羞耻，喜欢看恐怖片但害怕一个人看。                           |
|        | 二川美美          | 斋藤绫              | 20岁 | 10月15日 | 充满大人气质的20岁女孩，拥有面对事物总是喜欢从正面挑战的爽快性格。刚持有驾驶证，不太会开车，但仍喜欢假期时驾车外出兜风。                   |
|        | 濑户费尔布        | 廣瀨有紀            | 17岁 | 9月30日  | 喜欢音乐和乐器的女孩，外表和说话方式有种很cool的气质，但实际上也有绽放笑容的时候。                                                         |
|        | 桂木和美          | 立花理香            | 18岁 | 8月2日   | 喜欢书本的文静女孩，看上去并不引人注目，但脱下眼镜后能散发出吸引人的魅力。                                                                 |
|        | 荒木礼奈          | 藤田茜→飯塚麻結     | 16岁 | 3月21日  | 田径部所属的运动系女孩。天生的上进心和集中力使得她有出色的舞台表现。不过在live前仍会感到非常的紧张。                                       |
|        | 西园穗乃香        | 植田光              | 17岁 | 5月28日  | 家境富裕并且总保持微笑的大姐姐，有种治愈人心的感觉，说话有博多方言口吻。                                                                   |
|        | 玉坂真琴          | 山崎惠理            | 14岁 | 3月14日  | 不擅长应对男性，不过自从把“经理人”（玩家）称作“哥哥”后就开始想方设法地想把“哥哥”弄到手了。                                                 |
|        | 榎并圆香          | 藤井亚由美          | 13岁 | 9月4日   | 喜欢法国号演奏和与狗散步的13岁少女，体形娇小且性格比较弱气，说话有广岛方言口吻。                                                           |
|        | 前园梨朱理        | 盧婷                | 17岁 | 9月26日  | 出生于大阪，喜欢裁缝。有时会制作奇特的玩偶当成礼物送给她喜欢的朋友。                                                                       |
|        | 堺屋梦乃          | 山本彩乃            | 18岁 | 1月28日  | 元气系女孩，但内心由于变态大叔般十分喜欢地小女孩并有对她们有百合的想法。                                                                   |
|        | 塔莎·罗曼诺夫斯基 | 高岸美里亚          | 12岁 | 11月15日 | 活泼可爱的少女，从北方的国家来到日本，不太懂日语所以偶然会说出奇怪的语句。经常被其他偶像来换装。                                           |
|        | 杰达·戴艾梦       | 伊波杏樹            | 17岁 | 9月19日  | 同样也是外国来的留学生，性格活泼，好奇心旺盛，喜欢刺激新颖的事物。                                                                         |
|        | 夜舞沙绪理        | 稻川英里            | 14岁 | 10月29日 | 经常遇到倒霉事受伤而包着绷带，但总保持笑容的元气少女。而且即使受伤也能很快恢复。                                                           |
|        | 云卷最中          | 櫻木亞美紗          | 17岁 | 5月4日   | 开朗活泼，有行动力，看到熟人就会打招呼的女孩，但经常在关键时刻掉链子而且毫无自觉。                                                         |
|        | 逝桥咏            | M·A·O               | 16岁 | 6月8日   | 家里为神社，能够看到人类以外的客人的16岁女孩，经常携带大量灵符等驱灵道具，也在自家神社打工。                                               |
|        | 三森祭            | 巽悠衣子            | 21岁 | 10月9日  | 很喜欢打游戏的御宅族女孩，在游戏中心被人十分尊敬，靠着打游戏的经验来活跃live气氛。                                                         |
|        | 白鸟巴            | 宝木久美            | 16岁 | 12月24日 | 超消极少女一名。被人看着就会变得异常地紧张和害怕，以至于人们以为她很讨厌被盯着，但实际上喜欢受人注目，并且并希望有人关注到她。             |
|        | 逢原美羽          | 高野麻里佳          | 16岁 | 4月8日   | 很喜欢打扮、逛街和甜点的女孩子。为人努力而且有很高的女子力，拥有着吸引众人的魅力。                                                         |
|        | 萧菲红            | 森千早都            | 15岁 | 4月30日  | 拳术非常了得，不过却非常弱气的女孩。为了改变这样的自己，经常会做一些奇怪的精神修炼。                                                       |
|        | 星柿真音          | 山岡百合            | 8岁  | 11月9日  | 性格非常天真无邪，深信「偶像＝魔法少女」的小学生。觉得唱歌和舞蹈表演就像是为了让大家变得幸福的魔法。                                       |
|        | 凤茶茶            | 大地葉              | 19岁 | 11月1日  | 很自然地说出一些很讽刺的话的纯和风大小姐。家里经营古书屋，从小就阅读很多古书，所以说话时也带有武家的语气。虽然体弱多病，但内心仍十分坚强。 |
|        | 越前紫            | 野村麻衣子          | 18岁 | 10月1日  | 有着成熟气息的18岁女孩，由于总在沉浸在自己的世界而好像展露出没有干劲的气质。                                                               |
|        | 浅见美和子        | 優木加奈            | 22岁 | 2月5日   | 以英语老师为目标的22岁女性。一直都在兼职家庭教师的老实人，喜欢硬摇滚。                                                                     |
|        | 折笠步            | 田中美海            | 15岁 | 11月29日 | 在女仆咖啡厅里打工的女孩，一直都是情绪高涨的。                                                                                             |
|        | 有栖白雪          | 北方奈月            | 7岁  | 12月11日 | 来自日本东北地区的小女孩，憧憬着“美丽的女孩”。在幼儿园学习过钢琴。平时也会把童话风的服饰当成便服来穿。                                     |
|        | 川澄诗沙罗        | 末柄里惠            | 18岁 | 6月29日  | 在“Tokyo7th灰姑娘女孩选举2033”的投票选举中脱颖而出的18岁美少女，有着被认为是777事务所新一代接班人的气质，但自身并不想当偶像。              |

### 劲敌角色
4U
在777事务所复兴时期同时出道的高中女生摇滚乐团，以同年龄层中少有的演奏力、创造力、还有特色的角色性格在出道之后而受到了广泛的关注，并成为了各大媒体上的热门焦点。
佐伯雏（配音：長繩麻理亞）
16岁，6月30日出生，4U的鼓手和leader。拥有娇小胖胖的，令人治愈的身材，喜欢甜食，拥有不错的领导才能，从而保持梅和江藻儿两人争吵时保持和气。
鳄渊江藻儿（配音：吉岡茉祐）
16岁，9月22日出生，4U的贝斯手和主唱。看上去和蔼可亲经常保持笑容，但实际上也是相当毒舌的女高中生。和梅为青梅竹马，但有时也会因为意见不同而发生争执，不过大部分时候还是一个静静地喜欢看花的善良女孩子。
九条梅（配音：山下麻美）
16岁，8月30日出生，4U的吉他手和主唱。有股高傲和不服输的锐气。表面装着有钱大小姐，但实际上家庭比较贫穷。并不喜欢七咲妮可尔。
KARAKURI
在777事务所所在的娱乐城市「7th」无人不晓的顶级组合，为一对同卵双胞姊妹组合，对歌唱、舞蹈、舞台触觉上有着独特天赋。
空栗一叶/双叶（配音：秋奈）
13岁，12月31日出生。同卵双胞姐妹，凭借两人的良好合作和对音乐的独特天赋而成为7th城市里的新兴偶像之一。对777事务所提出SISTERS的概念感到惊讶，视为她们作为亲姐妹的关系的挑战。

### SEVENTH SISTERS
著名的国民级偶像组合，活跃于全国指定娱乐城市「7th」，在2032年时国内最高级演唱场馆举行了最后一次演唱会后突然解散，成员行踪也自始不明。随着剧情推进可以确认，七咲妮可尔更名为六咲可妮活跃于777事务所，御园尾玛娜仍保持与久远寺静香联系。
七咲妮可尔（配音：水瀨祈）
2032年为17岁，7月7日出生。有着天衣无缝般的偶像才能，作为7TH SISTERS的领队存在。性格上喜欢不按常理出牌。有些时候会很温柔，有些时候会很懒散。不知道为啥，对于一些奇怪的事情也会竭尽所能。
在2032年隐退后一直无人知道她的行踪，实际上根据剧情推进，她更名为六咲可妮。
羽生田水户（配音：淵上舞）
2032年为17岁，10月31日出生。拥有「不会笑的冰之歌姬」的称号，为了能更好地演唱，避免平时浪费气力而不苟言笑。和七咲妮可尔为幼儿园相识的童年玩伴。
御园尾玛娜（配音：前田玲奈）
2032年为18岁，5月12日出生。世界首屈一指的大财团「御园尾财团」的独生女，在团队中作为温柔祥和的大姐姐存在，有着惊人的胸围。
寿库特（配音：黑瀨優子）
2032年为14岁，12月4日出生。有着古铜色般健康肤色的活力健康小女孩，是一名孤儿并在马戏团长大。很能吃，由于精力旺盛而经常感到饿。
若王子瑠衣（配音：川崎芽衣子）
2032年为18岁，1月6日出生，别称有“瑠衣”、“路易王子 ”。清纯、凌然、美丽，集合这三大要素于一身的闪耀王子。是组合中最年长和待人相对比较正常的的人，经常一个人处理由7TH SISTERS其他成员引起的各种奇特事件。
游佐梦儿（配音：辻步美）
2032年为16岁，3月3日出生，具有萝莉的体质，有着天使般的脸孔而组合的粉丝具有压倒性的人气。但实际上内心是满脑坏点子和最喜欢赚钱的腹黑少女。

## 历史
2013年12月10日开始iOS版本发售预定。
2014年2月19日正式发售iOS版。
2014年10月30日作出大规模系统修改并开始追加游戏内消费功能。
2014年11月开始Android版本发售预定并于11月13日正式发售Android版本。
2015年2月19日为本作发行一周年纪念，游戏举行若干活动庆祝。

## CD专辑
- Tokyo 7th sisters 1st迷你專輯「t7s Longing for summer」

于2014年12月28日C87发售的限定迷你专辑，收录部分游戏出现的歌曲。于2015年4月更名为「t7s Re:Longing for summer」通过一般途径和iTunes Store正式发行。
- Tokyo 7th sisters 1st專輯「H-A-J-I-M-A-L-B-U-M-!!」

第一次公演附属正式专辑，于2015年5月20日发售。
- 777☆SISTERS 兩面1st單曲

第一首编号单曲，于2015年7月29日发售。
- t7s原聲集「The Things She Loved」

于2015年8月14日C88发售的原声集。
- t7s HALLOWEEN EP「-Zero / TREAT OR TREAT ?」

万圣节节日专辑，收录敌对组合相应节日曲目，在与第一次演唱会收录碟同时（2015年10月28日）发售。
- Le☆S☆Ca 1st單曲「YELLOW」

於2015年12月9日發售。
- 777☆SISTERS 2nd單曲「Snow in "I love you"」

於2015年12月9日發售。
- 7TH SISTERS 1st單曲「SEVENTH HAVEN」

於2016年2月24日發售。
- Tokyo 7th sisters 2nd專輯「Are You Ready 7th-TYPES??」

於2016年6月29日發售。
- The QUEEN of PURPLE 1st單曲「TRIGGER / Fire and Rose」

於2016年10月26日發售。
- KARAKURI / 4U New EP「Winning Day / Lucky☆Lucky」

於2016年12月7日發售。
- Le☆S☆Ca 2nd單曲「トワイライト / タンポポ」

於2016年12月7日發售。
- 777☆SISTERS 3rd單曲「ハルカゼ～You were here～」

於2017年4月19日發售。
- 7TH SISTERS 2nd單曲「WORLD'S END」

於2017年7月26日發售。
- 777☆SISTERS 4th單曲「スタートライン/STAY☆GOLD」

於2017年8月30日發售。
- Tokyo 7th sisters Live CD「t7s 3rd Anniversary Live 17'→XX -CHAIN THE BLOSSOM- in Makuhari Messe」

於2017年9月27日發售。
- 4U 1st Mini Album「The Present “4U”」

於2017年11月29日發售。
- Ci+LUS 出道單曲「シトラスは片想い」

於2018年4月25日發售。
- Tokyo 7th sisters 3rd Album「THE STRAIGHT LIGHT」

於2018年7月4日發售。
- The QUEEN of PURPLE Digital Single「Clash!!!」

於2018年7月21日發售。此單曲為數碼單曲，i-Tunes發佈限定。
- KARAKURI Digital Single「AMATERRAS」

將於2018年9月26日發售。此單曲為數碼單曲，i-Tunes發佈限定。
- CASQUETTE'S 出道單曲「SHOW TIME」

將於2018年10月3日發售。
- 777☆SISTERS 紀念單曲「MELODY IN THE POCKET」

將於2018年10月10日發售。

### DVD/BD
- t7s 1st Anniversary Live 15'→34'「H-A-J-I-M-A-L-I-V-E-!!」

於2015年10月28日發售。分別有Blu-ray Disc和DVD-VIDEO。
- t7s 2nd Anniversary Live 16'→30'→34' -INTO THE 2ND GEAR-

於2017年1月11日發售。分別有初回生産限定盤和通常盤(只有Blu-ray Disc)。
- t7s 3rd Anniversary Live 17'→XX -CHAIN THE BLOSSOM- in Makuhari Messe

於2017年9月27日發售。分別有初回限定盤和通常盤(只有Blu-ray Disc)。
- 4U 1st Live!!!「The Pres“id”ent 4U」in Osaka&Tokyo

將於2018年9月26日發售。分別有初回限定盤和通常盤(只有Blu-ray Disc，初回限定盤的特典附DVD)。

## 发行印刷品

### 漫画

连载于まんが4コマぱれっと2015年12月号开始连载，緑青黒羽作画的四格漫画。
「Tokyo 7th Sisters -Sisters Portrait-」
《Comptiq》2015年12月号开始连载，作画。

### 小说
「Tokyo 7th Sisters -episode.Le☆S☆Ca-」
《Comptiq》2015年11月号连载。作者为古瀬風，插画为円居雄一郎，原案为茂木伸太郎，为上杉·威帕斯·京子、西园穗乃香、荒木礼奈组成新组合「Le☆S☆Ca」的原创故事。

## 活動

### 演唱會
- t7s 1st Anniversary Live 15'→34'「H-A-J-I-M-A-L-I-V-E-!!」

于2015年5月31日在Zepp Tokyo舉行，同时发布相应主题专辑。
- Machi★Asobi vol.15 「Tokyo 7th sisters」野外演唱會

於2015年10月12日在眉山林間STAGE舉行。
- t7s 2nd Anniversary Live in PACIFICO Yokohama 16'→30'→34' -INTO THE 2ND GEAR-

於2016年8月21日在橫濱國際平和會議場舉行，演出分日與夜場。
- t7s LIVE-IN TO THE 2ND GEAR2.5-

於2017年1月15日在namba Hatch舉行，演出分日與夜場。
- t7s 3rd Anniversary Live 17'→XX' -CHAIN THE BLOSSOM- in Makuhari Messe

於2017年4月22日・23日在幕張Messe舉行，而22日只有夜場，23日有日與夜場，全共三場公演。
- 4U 1st Live!!! 「The Pres“id”ent 4U」 in Osaka&Tokyo

於2018年1月21日和2018年2月3日，各在大阪的Zepp Osaka Bayside和東京的TOKYO DOME CITY HALL舉行，共兩場公演。
- Tokyo 7th sisters Memorial LIVE『Melody in the Pocket』 in 日本武道館

於2018年7月20日在日本武道館舉行。
- Tokyo 7th sisters 4th Anniversary Live -FES!! AND YOUR LIGHT- in Makuhari Messe

將於2018年10月20日・21日在幕張Messe舉行，共兩場公演。

## 注脚
1. ↑  由易到难分别为Easy(简单级别)、Normal(正常级别)、Hard(困难级别)、Expert(专家级别)和Legend(传说级别)，在少数混合歌曲演奏里不提供Legend难度级别。
2. ↑  衡量歌曲演奏难度的还有难度系数这一指标 。尽管有一些歌曲位于同一难度分级，但因为难度系数不同仍会造成较大的实际难度差异。
3. ↑  原声优于2019年2月28日结束声优工作，2019年4月25日官方宣布新接任者。
4. ↑  原声优于2019年4月23日宣布由于工作安排繁忙而退出本策划[3]，2019年4月25日官方宣布新接任者。